# Gustav Voigtel

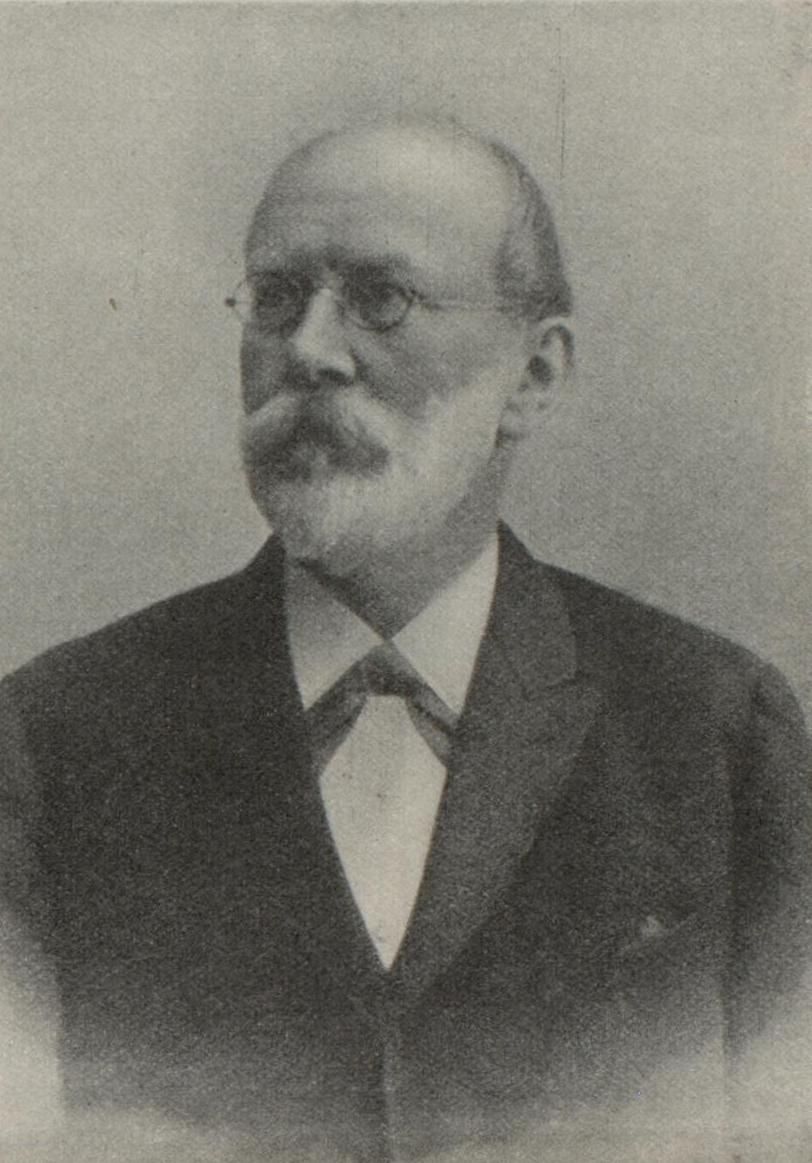
Gustav Voigtel

Gustav Voigtel (* 29. Mai 1834 in Köln; † 21. Juli 1914 in Berlin; vollständiger Name Carl Ludwig Gustav Voigtel) war ein deutscher Architekt und Baubeamter im preußischen Staatsdienst. 

## Leben
Gustav Voigtel besuchte das Gymnasium in seiner Geburtsstadt Köln sowie in Königsberg, danach ging er an die Bauakademie und legte seine Bauführer-Prüfung am 1. November 1857 ab. Seine erste Anstellung fand er in der Bauabteilung des preußischen Handelsministeriums von 1857 bis 1861, außerdem war er von 1858 bis 1860 auch Bauleiter der Oberpostdirektion in Arnsberg in Westfalen. 1863 legte er seine Baumeisterprüfung ab und fand eine Anstellung in der Bauverwaltung des preußischen Heeres in Berlin. Bis 1867 war er hier als Bauinspektor tätig und ab dem 1. Januar 1868 wurde er Assistent des Ministerialbaurats im preußischen Kriegsministerium.
Bis 1874 war Voigtel dann als Regierungs- und Baurat tätig, ab März 1882 wurde er Geheimer Baurat und Vortragender Rat des Kriegsministeriums. Ab Oktober 1887 arbeitete er als Geheimer Oberbaurat und am 10. Dezember 1888 übernahm er die Leitung der Bauabteilung im Kriegsministerium. Vom 3. März bis zum 13. Dezember 1897 war er Mitglied der Preußischen Akademie des Bauwesens und 1891 Vorsitzender des Architektenvereins zu Berlin, in dem er 1892 auch Vorstandsmitglied wurde.

## Bauten

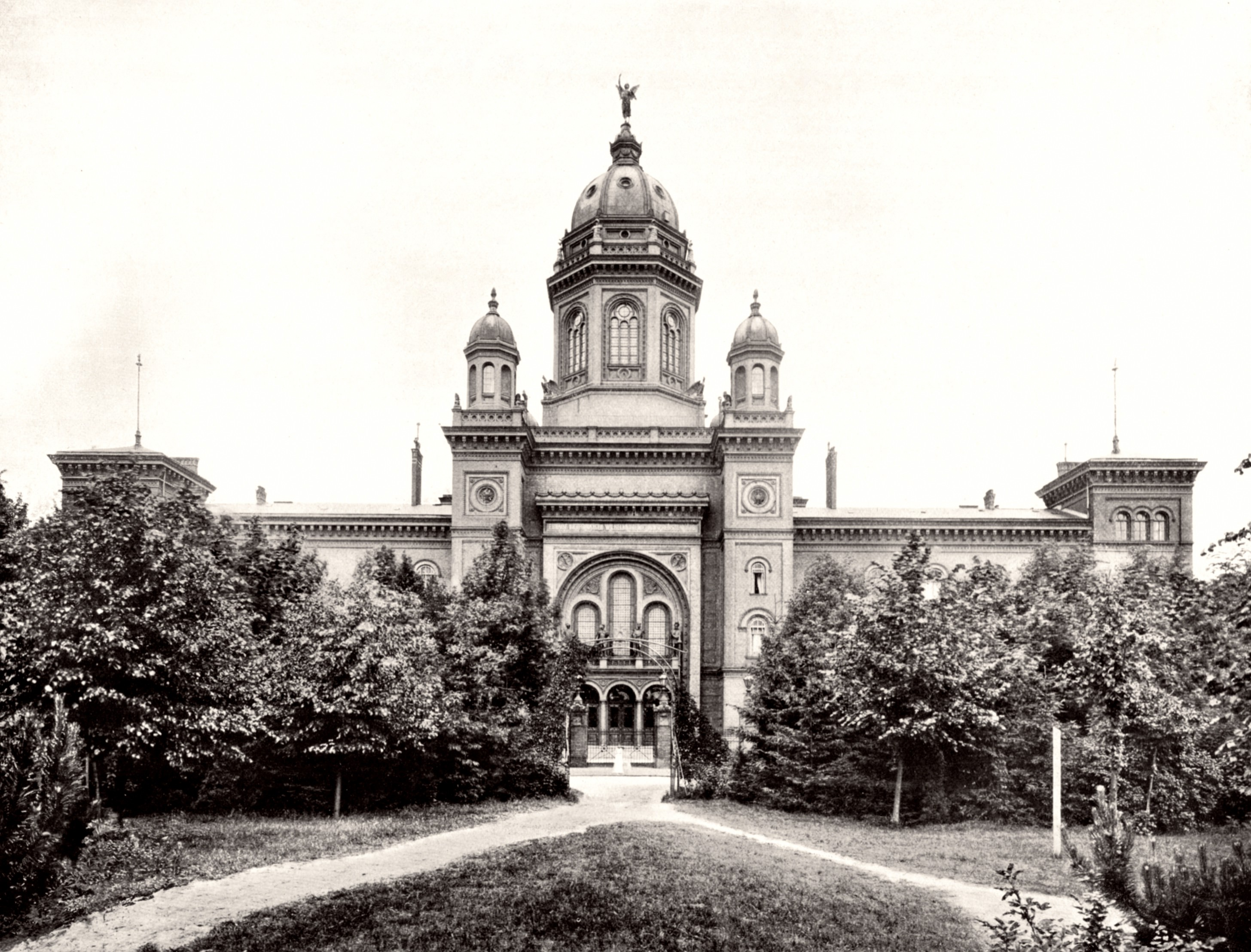
Mittelbau der Preußischen Hauptkadettenanstalt um 1900

Gustav Voigtel entwarf in seiner Funktion als Baurat des Kriegsministeriums eine Reihe von Bauten in Berlin. Dazu gehörten die
- Grenadierkaserne (1863–1866, gemeinsam mit Ferdinand Fleischinger) in der Blücherstraße,
- die Erweiterungsbauten des Kriegsministeriums (1865–1867, mit Fleischinger),
- der Generalstab am Königsplatz (1867–1871, gemeinsam mit Fleischinger und Christian Heinrich Goedeking, die Bauleitung übernahm Hugo Steuer)
- die Kaserne in der Köpenicker Straße (1869–1873, Bauleitung Steuer)
- die Preußische Hauptkadettenanstalt in Lichterfelde (1871–1878, mit Fleischinger und Steuer)
- die Vereinigte Artillerie- und Ingenieurschule in Charlottenburg (1873–1876, Bauleitung C. H. Goedeking)
- die Kaserne an der Kruppstraße (1878–1881, gemeinsam mit Heimerdinger, Bauleitung Oskar Appelius/R. La Pierre)
- das Artilleriedepot an der Kruppstraße (1879, unter der Bauleitung Appelius)
- die Garnisonkirche in Spandau (1887, Entwurf gemeinsam mit Ernst August Roßteuscher).

Außerdem entwarf er 1867 den Grabobelisken auf dem Türkischen Friedhof am Columbiadamm im Auftrag des preußischen Kaisers Wilhelm I. und des türkischen Sultan Abdülaziz.